# Cuenca de Campos (kommunhuvudort)
Cuenca de Campos är en kommunhuvudort i Spanien.   Den ligger i provinsen Provincia de Valladolid och regionen Kastilien och Leon, i den norra delen av landet, 210 km nordväst om huvudstaden Madrid. Cuenca de Campos ligger 774 meter över havet och antalet invånare är 256.
Terrängen runt Cuenca de Campos är platt. Runt Cuenca de Campos är det glesbefolkat, med 9 invånare per kvadratkilometer. Närmaste större samhälle är Villalón de Campos, 4,8 km norr om Cuenca de Campos. Trakten runt Cuenca de Campos består till största delen av jordbruksmark.